# Nereida Gallardo
Elle est magnifiquz